# Janvier 2007 en Afrique

## 1erjanvier
- Côte d'Ivoire : Guillaume Soro, chef du mouvement des Forces nouvelles, a répondu à la proposition faite par le président Laurent Gbagbo le 19 décembre d’un dialogue directe avec la rébellion en affirmant que ce dialogue ne peut être envisagé en dehors de la résolution 1721 des Nations unies et en invitant l’ensemble de l’opposition à une concertation[1],[2].

## 3 janvier
- Kenya, Somalie : le Kenya a  décidé de fermer sa frontière avec la Somalie afin d’empêcher les miliciens islamistes de fuir l’armée éthiopienne en Somalie, conformément à une demande du gouvernement somalien formulé la veille[3].

## 5 janvier
- Nations unies : le secrétaire général des Nations unies Ban Ki-moon a nommé Asha-Rose Migiro, ministre tanzanienne des Affaires étrangères, au poste de vice-secrétaire général des Nations unies[4].
- Somalie : le président Abdullah Yusuf Ahmed a demandé le déploiement rapide d’une force de paix africaine dans son pays ainsi qu’une assistance financière et technique afin de maintenir la paix et la stabilité et de permettre la reconstruction du pays[5].

## 6 janvier
- Mali : à l’issue de son 3e congrès tenu à Bamako, le Parti écologique pour l'intégration présidé par  Bakary Touré a renouvelé son soutien à une candidature du président sortant Amadou Toumani Touré à l’élection présidentielle[6].
- République démocratique du Congo : décès en Belgique du cardinal Frédéric Etsou[7].
- Somalie : des manifestations ont eu lieu dans la capitale Mogadiscio pour protester contre la présence des troupes éthiopiennes. Une manifestation a été dispersée par les soldats et s’est soldée par la mort d’un adolescent de treize ans. Le désarmement des milices par la force a été reporté à une date ultérieure[8].

## 7 janvier
- Mali : réunissant son 4e congrès à Bamako, l’Union pour la démocratie et le développement (UDD) a décidé de soutenir une candidature du président sortant Amadou Toumani Touré à l’élection présidentielle[9].

## 8 janvier
- Somalie : le président Abdullah Yusuf Ahmed est entré pour la première fois dans Mogadiscio[10]
  - Une attaqua aérienne de l’armée américaine s’est produite dans le sud du pays contre des éléments d'al-Qaïda qui se trouveraient dans la zone[11].
- Somalie : à l’issue de la réunion de son Conseil de paix et de sécurité, L’Union africaine a souligné l’urgence du déploiement d’une mission de soutien à la paix en Somalie[12].
- Mauritanie : une alliance baptisée « le Mithaq » (la Charte) a été créé par dix-huit partis politiques proches de l’ancien président Maaouiya Ould Taya. Cette alliance rassemblent 53 des 95 députés élus en novembre et décembre 2006 et devrait présenter un candidat unique à l’élection présidentielle[13].

## 10 janvier
- Soudan : la Banque centrale du Soudan a mis en circulation de la nouvelle livre soudanaise qui remplace l'actuel dinar soudanais.

## 11 janvier
- Côte d'Ivoire : 
  - Communauté européenne : le commissaire européen au développement et à l'aide humanitaire, Louis Michel, et le Premier ministre ivoirien Charles Konan Banny ont signé un protocole prévoyant une aide financière de 103 millions d’euros pour le processus de désarmement et l’organisation d’élections[14].
  - Onuci : Le Conseil de sécurité des Nations unies a adopté à l’unanimité la résolution 1739 prolongeant le mandat de l'Opération des Nations unies en Côte d'Ivoire (ONUCI) jusqu’au 30 juin 2007[15].
- Éthiopie : la Haute cour fédérale a condamné par contumace à la prison à vie l’ancien dictateur Mengistu Hailé Mariam, reconnu coupable de génocide[16].
- Guinée : une Grève générale a été déclenchée par la Confédération nationale des travailleurs de Guinée et l’Union syndicale des travailleurs de Guinée pour protester contre la libération par le président de la République Lansana Conté de Mamadou Sylla, PDG du groupe Futurelec, et de Fodé Soumah, ancien ministre de la Jeunesse, des Sports et de la Culture, poursuivis pour détournement de deniers publics, faux et usage de faux et émission de chèques sans provision au détriment de la Banque centrale de la république de Guinée[17]. Cette grève est soutenue par l’opposition, notamment l'Union des forces démocratiques de Guinée (UFDG) qui appelle à des actions de désobéissance civile, alors que le Parti de l'unité et du progrès (PUP, au pouvoir) dénonce le « caractère exclusivement politique n'ayant aucun lien avec des revendications salariales » de cette grève[18].

## 12 janvier
- Côte d’Ivoire : constatant « l’impasse totale » dans laquelle se trouve le processus de paix, le Groupe de travail international (GTI) sur la Côte d'Ivoire a suggéré au Conseil de sécurité des Nations unies d'exhorter les présidents en exercice de la Communauté économique des États de l'Afrique de l'Ouest (CEDEAO) et de l'Union africaine à réunir, dès que possible, les parties ivoiriennes afin de débloquer la situation[19].
- Guinée : au deuxième jour de la Grève générale, le bureau de l’assemblée nationale a rencontré des délégués des organisations syndicales guinéenne (Confédération nationale des travailleurs de Guinée, Union syndicale des travailleurs de Guinée, Organisation nationale des syndicats libres de Guinée et Union des travailleurs de Guinée). Les représentants syndicaux ont également été reçus par le ministre d’État chargé des Affaires présidentielles, Elhadj Fodé Bangoura, qui leur a demandé d’appeler à la reprise du travail. Les syndicats refusent de céder[17].
- Mauritanie : Ahmed Ould Daddah, président du Rassemblement des forces démocratiques (RFD) et frère du premier président de la Mauritanie, Moktar Ould Daddah, a annoncé sa candidature à l’élection présidentielle[20].
- Sénégal
  - Élections : à la suite de l’annulation d’un décret présidentiel sur la répartition des députés par le Conseil d’État, les élections législatives du 25 février sont reportées. L’élection présidentielle reste prévue pour le 25 février[21].
  - Décès à Dakar de Kéba Mbaye, vice-président du Comité international olympique (CIO), ancien vice-président de la Cour pénale internationale de La Haye et ancien président de la Cour suprême et du Conseil constitutionnel sénégalais[22].

## 13 janvier
- Sénégal : décès, à Paris, de l’abbé Augustin Diamacoune Senghor, chef du Mouvement des forces démocratiques de Casamance (MFDC), principal mouvement indépendantiste de la Casamance[23].

## 14 janvier
- Sénégal : Ousmane Tanor Dieng, premier secrétaire du Parti socialiste a été investi candidat à l’élection présidentielle prévue le 25 février[24].
- Somalie : alors que le parlement avait approuvé la veille l’instauration de l’état d’urgence et de la loi martiale décrétés fin décembre par le président somalien Abdullah Yusuf Ahmed, les troupes gouvernementales ont mené un raid contre des caches présumées d’islamistes dans Mogadiscio[25].

## 15 janvier
- Burundi : la Cour suprême du Burundi a acquitté l’ancien chef d’État Domitien Ndayizeye et quatre de ses six coaccusés de la préparation un coup d'État. En revanche, Alain Mugabarabona et Tharcisse Ndayishimiye ont été reconnus coupables. Seul Tharcisse Ndayishimiye avait plaidé coupable[26].

## 17 janvier
- Guinée : quatre personnes, dont un enfant de dix ans, ont été tués et plusieurs autres blessées par des tirs à balle réelle des forces de l’ordre contre les manifestants à Conakry et à Labé[27].
- Somalie : le parlement a adopté par 183 voix contre neuf la destitution du président du Parlement Sharif Hassan Sheikh Aden, jugé trop proche des Tribunaux islamiques. Cette destitution est condamnée par la communauté internationale qui recommande un dialogue politique avec les islamistes[28].

## 18 janvier
- Côte d'Ivoire : les partis de l’opposition ont donné leur accord pour la participation du chef des Forces nouvelles, Guillaume Soro, au « dialogue directe » proposé le 19 décembre 2006 par le président Laurent Gbagbo[29].

## 19 janvier
- Gabon : le Premier ministre gabonais, Jean Eyeghe Ndong, a présenté la démission de son gouvernement[30].
- Guinée : 
  - au 10e jour de la Grève générale déclenchée par les syndicats et l’opposition, la Communauté économique des États de l'Afrique de l'Ouest (CEDEAO) a décidé l’envoi d’une médiation régionale composée des présidents sénégalais Abdoulaye Wade et nigérian Olusegun Obasanjo[31].
  - les manifestations se sont poursuivies dans plusieurs villes du pays. Les dispersions qui s’accompagnent de tirs à balles réelle par les forces de l’ordre ont provoqué la mort d’un lycéen dans la banlieue de Conakry et celle d’un jeune homme à Kissidougou[32].
  - Le président a limogé le ministre d'État chargé des Affaires présidentielles, Fodé Bangoura, remplacé par le ministre du Plan Eugène Camara[31],[33].
- République démocratique du Congo : des élections sénatoriales ont eu lieu dans les 11 provinces du pays. Parmi les élus figurent Jean-Pierre Bemba, ancien vice-président et candidat à l’élection présidentielle, Abdoulaye Yerodia Ndombasi, ancien vice-président, Léon Kengo Wa Dondo, ancien Premier ministre, Mgr Pierre Marini Bodho, président du Sénat de transition[34]

## 20 janvier
- Forum social mondial : le 7e Forum social mondial (FSM) s’est ouvert à Nairobi, la capitale du Kenya, par une marche rassemblant environ 5 000 personnes à Kibera, le plus grand bidonville. Les participants échangeront autour de la lutte contre le sida, le dette, la souveraineté alimentaireet les accords commerciaux[35].
- Guinée : selon des sources hospitalières citées par l’Afp, trois personnes ont été tuées et six autres blessées (dont une dans le coma), à l’issue d’une manifestation alors que le pays vit son 11e jour de Grève générale[31].

## 21 janvier
- Guinée : des nouvelles manifestations ont été organisées dans plusieurs villes su pays. À Lébé, les 2 000 manifestants ont réclamé le départ du président Lansana Conté. Dans une allocution diffusée par la Radio-télévision guinéenne, le chef de l’État a appelé la population et surtout l’armée à l’unité. Sékou Konaté, secrétaire général du Parti de l'unité et du progrès (PUP, au pouvoir), a qualifié la Grève générale d’ « insurrection politique commandée par l'opposition à travers les syndicats qui vont au-delà des revendications salariales ». Mamadou Alpha Barry (Confédération nationale des travailleurs de Guinée, CNTG) a fixé comme condition à la levée du mot d’ordre de grève générale la nomination d’un Premier ministre et la formation d’un gouvernement d’union nationale. Une femme blessé par balle au cours d’une manifestation vendredi 19 à Kissidougou est décédé portant à dix le nombre de morts depuis le 10 janvier[36].
- Mali : le Rassemblement national pour la démocratie (RND) qui a tenu son 2e congrès ordinaire à Bamako, a apporté son soutien à une candidature d’Amadou Toumani Touré pour l’élection présidentielle malienne de 2007[37].
- Somalie : l'Union africaine a annoncé le déploiement pour une durée de six mois d’une forces de maintien de la paix en Somalie composé de 7 650 hommes baptisée Mission de l'Union africaine en Somalie (MUAS) [38].

## 22 janvier
- Guinée : la Grève générale et les manifestations se sont poursuivies dans plusieurs villes du pays (Conakry, Kankan, Siguiri, Pita, Dabola, Télimélé). Les forces de l’ordre ont tiré sur des manifestations demandant le départ du président Lansana Conté, provoquant la mort de trente manifestants et en blessant 150 autres. Le secrétaire général des Nations unies s'est déclaré « gravement préoccupé par l'usage excessif de la force ». Plusieurs responsables syndicaux, dont Rabioule Sérah Diallo, secrétaire général de la Confédération nationale des travailleurs de Guinée (CNTG) et Ibrahima Fofana, secrétaire général de l'Union syndicale des travailleurs de Guinée(USTG), ont été arrêtés[39].
- Mauritanie : premier tour des élections sénatoriales : 38 sièges ont été pourvus sur les 56. Les candidats indépendants ont remporté 23 sièges et la Coalition des forces du changement démocratique (opposition à l’ancien président Maaouiya Ould Taya) huit sièges. Le second tour est fixé au 4 février[40].
- Sénégal : le président Abdoulaye Wade a annoncé le retour au sein Parti démocratique sénégalais (PDS, au pouvoir) d’Idrissa Seck, ancien Premier ministre, limogé en août 2004, exclu du PDS et candidat déclaré à l’élection présidentielle sénégalaise de 2007[41].

## 23 janvier
- Somalie : l'Éthiopie a commencé à retirer ses troupes présentes dans Mogadiscio avec le départ d'un contingent d'environ deux cents soldats éthiopiens[42].
- Tchad : l'ancien Premier ministre et président de l’Action tchadienne pour l’unité et le socialisme (Actus), Fidèle Abdelkerim Moungar, a déclaré que « depuis l’arrivée de Idriss Déby au pouvoir en 1990, la France a crucifié la démocratie au Tchad en apportant systématiquement son aide au trucage de toutes les élections, à la répression de toutes les rébellions en faisant intervenir son armée en violation flagrante des accords dits franco-tchadiens »[43].

## 24 janvier
- Programme des Nations unies pour le développement (PNUD) : le footballeur ivoirien Didier Drogba a été nommé ambassadeur itinérant du Programme des Nations unies pour le développement (PNUD), plus particulièrement chargé de la lutte contre le VIH/Sida en Afrique[44].
- Guinée : alors que la Grève générale se poursuit, le président Lansana Conté a donné son accord pour la nomination d’un Premier ministre[45].

## 27 janvier
- Guinée : les syndicats ont suspendu la grève générale à la suite de la décision du président de nommer un Premier ministre. Le mouvement déclenché le 10 janvier s’est soldé par la mort d’au moins 59 personnes[46].
- Sénégal : au cours d’une manifestation de l’opposition non autorisée, plusieurs responsables de l’opposition, dont  Ousmane Tanor Dieng, président du Parti socialiste, Moustapha Niasse, ancien premier ministre ou Abdoulaye Bathily de la Ligue démocratique/Mouvement pour le parti du travail (LD/MPT), ont été interpellés avant d’être remis en liberté quelques heures plus tard. Les manifestants, qui réclamaient le respect du calendrier électoral, ont été dispersés violemment[47].

## 28 janvier
- Mali : le Rassemblement pour le Mali a, au cours de son 2e congrès ordinaire à Bamako, investi son président Ibrahim Boubacar Keïta pour être son candidat à l’élection présidentielle malienne de 2007[48].

## 29 janvier
- République démocratique du Congo : les juges de la Cour pénale internationale (CPI) ont confirmé les charges contre Thomas Lubanga concernant l’enrôlement d’enfants de moins de quinze ans au sein des Forces patriotiques pour la libération du Congo (FPLC) et le renvoie pour jugement devant la chambre de première instance[49].
- Togo : l'ancien Premier ministre Agbéyomé Kodjo a souhaité dans une publiée par Golfe Info que l’État indemnise les victimes des violences lors des manifestations d’avril 2005 ayant suivi l’élection contestée du président Faure Gnassingbé. Il estime également que les auteurs de ces violences soit sanctionnées[50].

## 31 janvier
- Rwanda : le président Paul Kagame a indiqué, lors d’une interview à la BBC, qu’il accepterait de collaborer à une enquête internationale sur la mort de l’ancien président Juvénal Habyarimana en 1994[51].